# Europees kampioenschap ijshockey 1921
Het Europees kampioenschap ijshockey 1921 was een door de  Ligue Internationale de Hockey sur Glace (LIHG) georganiseerd kampioenschap in het ijshockey. De 6e editie van het Europees kampioenschap vond plaats in het Zweedse Stockholm op 23 februari 1921.

## Resultaten
| Datum       | Wedstrijd                 | Uitslag |
| ----------- | ------------------------- | ------- |
| 23 februari | Zweden - Tsjechoslowakije | 7-4     |